# Lehota pod Vtáčnikom
Lehota pod Vtáčnikom (hongrois : Papszabadi) est un village de Slovaquie situé dans la région de Trenčín.

## Histoire
La première mention écrite du village date de 1362.

## Démographie

### Évolution de la population
| Année:               | 1994. | 2004.   | 2014.   | 2024.   |
| -------------------- | ----- | ------- | ------- | ------- |
| Nombre de personnes: | 3695  | 3791    | 3922    | 3697    |
| Différence:          |       | +2,59 % | +3,45 % | -5,73 % |

| Année:               | 2023. | 2024.   |
| -------------------- | ----- | ------- |
| Nombre de personnes: | 3740  | 3697    |
| Différence:          |       | -1,14 % |